# Antoni Pacholczyk
Antoni Pacholczyk (ur. 25 maja 1890 w Warszawie, zm. 9 listopada 1941 w Auschwitz-Birkenau) – polski pracownik samorządowy i związkowy, działacz społeczny, polityk, poseł na Sejm II, III i IV kadencji w II Rzeczypospolitej, członek Zarządu Głównego Partii Pracy w 1930 roku, Wiceprezes Związku Gmin Wiejskich Rzeczypospolitej Polskiej w 1930 roku.

## Życiorys
Studiował na Wolnej Wszechnicy Polskiej w Warszawie. Od 1924 roku był dyrektorem Biura Związku Pracowników Samorządu Terytorialnego RP w Warszawie, prezesem Rady Naczelnej Związków Pracowników Samorządowych RP, redaktorem naczelnym czasopisma „Pracownik a Samorząd”, członkiem Państwowej Rady Samorządowej.
W latach 20. kierował Związkiem Pracowników Administracji Gminnej, a w latach 30. był dyrektorem Związku Gmin. Wykładał na kursach administracji samorządowej przy WWP. Politycznie był związany z BBWR. W 1933 roku był współzałożycielem i członkiem zarządu Warszawskiego Klubu Społeczno-Politycznego.
W wyborach parlamentarnych w 1928 roku został wybrany posłem na Sejm II kadencji (1928–1930) z listy nr 1 (BBWR). W kadencji tej należał do klubu BBWR. Pracował w komisjach: administracji i odbudowy kraju.
W wyborach parlamentarnych w 1930 roku został wybrany posłem na Sejm III kadencji (1930–1935) z listy nr 1 (BBWR) w okręgu wyborczym nr 12 (Grodzisk Mazowiecki). W kadencji tej również należał do klubu BBWR. Pracował w komisjach: administracji, petycyjnej (był jej przewodniczącym i przewodnym grupy BBWR)  skarbowej, w której był zastępcą członka.
W wyborach parlamentarnych w 1935 roku został ponownie wybrany posłem na Sejm IV kadencji (1935–1938) 20 856 głosami z okręgu nr 13, obejmującego powiaty: łowicki, sochaczewski i błoński. W kadencji tej był zastępcą przewodniczącego Grupy Samorządowej. Pracował w komisjach: administracyjno-samorządowej i budżetowej. W marcu 1936 roku został wybrany do specjalnej komisji do rozważenia projektu ustawy o upoważnieniu Prezydenta RP do wydawania dekretów z mocą ustawy.

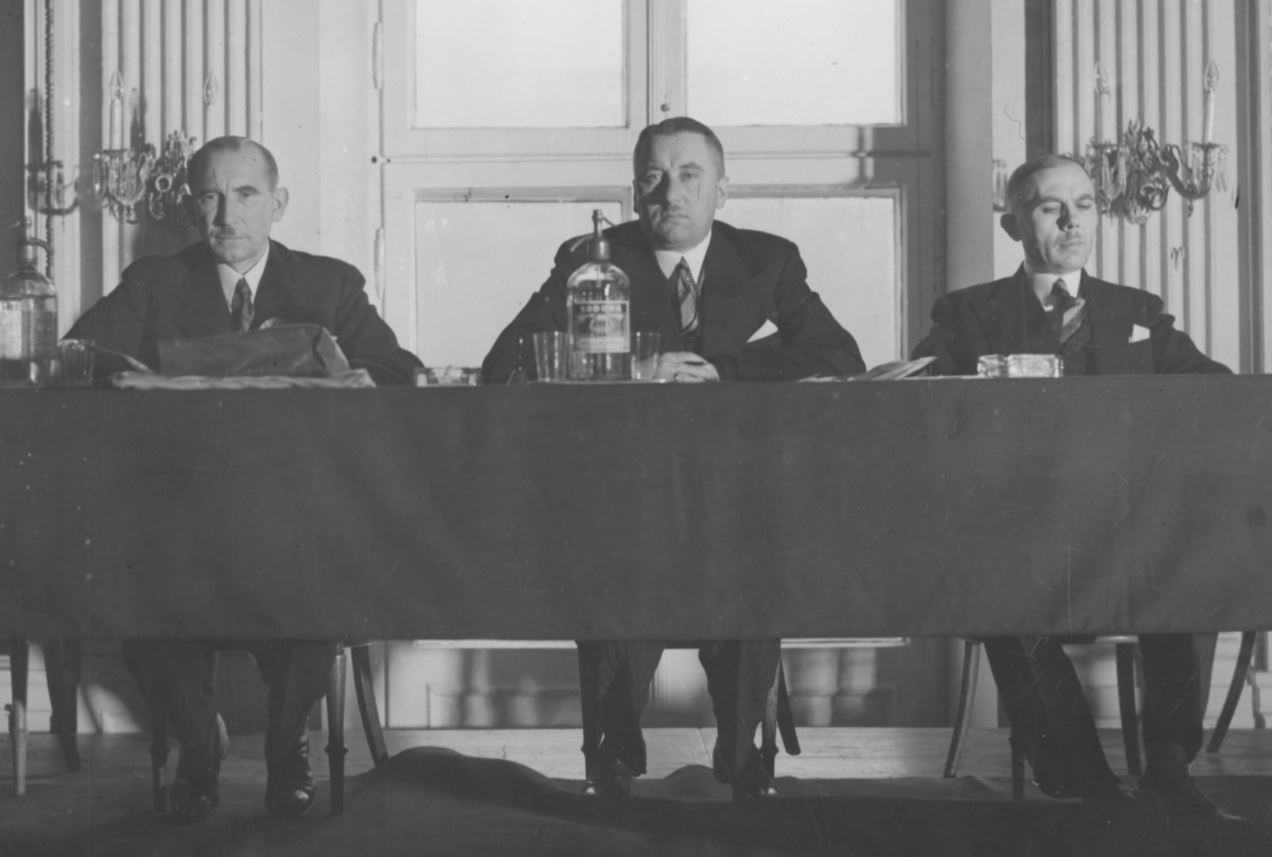
Prezydium Zjazdu delegatów Związków Zawodowych Pracowników Samorządu Terytorialnego RP w Warszawie (1936). Od lewej: Antoni Pacholczyk, Franciszek Filipski, J. Barański.

Po wybuchu II wojny światowej, 24 października 1941 roku dostał się obozu koncentracyjnego w Auschwitz, gdzie zmarł 9 listopada 1941 roku.

## Życie prywatne
Ożenił się z Józefą Piotrowską, z którą miał dwóch synów: Dionizego (który zginął wraz z ojcem w Auschwitz) i Jerzego.